# Indische Cricket-Nationalmannschaft in Australien in der Saison 2014/15
Die Tour der indischen Cricket-Nationalmannschaft nach Australien in der Saison 2014/15 fand vom 24. November 2014 bis zum 10. Januar 2015 statt. Die internationale Cricket-Tour war Teil der internationalen Cricket-Saison 2014/15. Die Serie bestand ausschließlich aus einer Serie von vier Test Matches, die Australien 2-0 gewann.

## Vorgeschichte

### Ansetzung
Der erste Test war ursprünglich am 4. Dezember 2014 in Brisbane geplant. In der Folge des Todes von Phillip Hughes bei einem Spiel im Sheffield Shield, wurde dieser verschoben und zunächst der Test in Adelaide ausgetragen. Auch wurde ein weiteres Tour Match, welches ebenfalls in Adelaide geplant war abgesagt.

### Einordnung
Die Serie waren für beide Teams die letzten Tests vor dem Cricket World Cup 2015 der ebenfalls in Australien stattfand. Im Anschluss an dieser Tour spielten beide Teams das Carlton Mid Triangular Series in der England zu einem Drei-Nationen Turnier im ODI-Cricket hinzustieß.

## Stadien
Die folgenden Stadien wurden für die Tour als Austragungsort vorgesehen und am 23. Juni 2014 festgelegt.
| Stadt     | Stadion                  | Kapazität | Spiele  |
| --------- | ------------------------ | --------- | ------- |
| Adelaide  | Adelaide Oval            | 53.583    | 1. Test |
| Brisbane  | The Gabba                | 42.000    | 2. Test |
| Melbourne | Melbourne Cricket Ground | 100.024   | 3. Test |
| Sydney    | Sydney Cricket Ground    | 48.000    | 4. Test |

## Kader
Indien verkündete seinen Kader am 10. November 2014.
| Australien | Indien |
| --- | --- |
| - Steve Smith (K) - Brad Haddin (VK & wk) - Ashton Agar - Joe Burns - Ryan Harris - Josh Hazlewood - Mitchell Johnson - Nathan Lyon - Mitchell Marsh - Shaun Marsh - Chris Rogers - Peter Siddle - Mitchell Starc - David Warner - Shane Watson | - MS Dhoni (K & wk) - Virat Kohli (VK)* - Varun Aaron - Ravichandran Ashwin - Shikhar Dhawan - Ravindra Jadeja - Dhawal Kulkarni - Bhuvneshwar Kumar - Naman Ojha (wk) - Akshar Patel - Cheteshwar Pujara - Ajinkya Rahane - Lokesh Rahul - Suresh Raina - Wriddhiman Saha (wk) - Mohammed Shami - Rohit Sharma - Karn Sharma - Ishant Sharma - Murali Vijay - Umesh Yadav |

- MS Dhoni verkündete nach dem dritten Test das Ende seiner Testkarriere, so dass er im vierten Test durch Vizekapitän Virat Kohli ersetzt wurde.[6]

## Tour Matches
| 24. – 25. November Scorecard | Adelaide | Cricket Australia Invitational XI 219 (71.5) | – | Indians 363-8 (91) |
|                              |          | Remis                                        |   |                    |

| 4. – 5. Dezember Scorecard | Adelaide | Cricket Australia Invitational XI 243 (68.3) & 83-5 (21) | – | Indians 375 (90) |
|                            |          | Remis                                                    |   |                  |

## Tests

### Erster Test in Adelaide
| 9. – 13. Dezember Scorecard | Adelaide | Australien 517-7d (120) & 290-5d (69) | – | Indien 444 (116.4) & 315 (87.1) |
|                             |          | Australien gewinnt mit 48 Runs        |   |                                 |

### Zweiter Test in Brisbane
| 17. – 21. Dezember Scorecard | Brisbane | Indien 408 (109.4) & 224 (64.3)  | – | Australien 505 (109.4) & 130-6 (23.1) |
|                              |          | Australien gewinnt mit 4 Wickets |   |                                       |

### Dritter Test in Melbourne
| 26. – 30. Dezember Scorecard | Melbourne | Australien 530 (142.3) & 318-9d (98) | – | Indien 465 (128.5) & 174-6 (66) |
|                              |           | Remis                                |   |                                 |

### Vierter Test in Sydney
| 6. – 10. Januar Scorecard | Sydney | Australien 572-7d (152.3) & 251-6d (40) | – | Indien 475 (162) & 252-7 (89.5) |
|                           |        | Remis                                   |   |                                 |

## Statistiken
Die folgenden Cricketstatistiken wurden bei dieser Tour erzielt.
| Tests               | Tests      | Tests   | Tests   | Tests   | Tests   | Tests   | Tests   | Tests   |
| Batting             | Batting    | Batting | Batting | Batting | Batting | Batting | Batting | Batting |
| Spieler             | Mannschaft | Spiele  | Innings | Runs    | Average | HS      | 100s    | 50s     |
| ------------------- | ---------- | ------- | ------- | ------- | ------- | ------- | ------- | ------- |
| Steven Smith        | Australien | 4       | 8       | 769     | 128,16  | 192     | 4       | 2       |
| Virat Kohli         | Indien     | 4       | 8       | 692     | 86,50   | 169     | 4       | 1       |
| Murali Vijay        | Indien     | 4       | 8       | 482     | 60,25   | 144     | 1       | 4       |
| David Warner        | Australien | 4       | 8       | 427     | 53,37   | 145     | 3       | 0       |
| Chris Rogers        | Australien | 4       | 8       | 417     | 52,12   | 95      | 0       | 6       |
| Bowling             |            |         |         |         |         |         |         |         |
| Spieler             | Mannschaft | Spiele  | Overs   | Wickets | Average | BBI     | 5W      | 10W     |
| Nathan Lyon         | Australien | 4       | 223.4   | 23      | 34,82   | 7/152   | 2       | 1       |
| Mohammed Shami      | Indien     | 3       | 126.3   | 15      | 35,80   | 5/112   | 1       | 0       |
| Mitchell Johnson    | Australien | 3       | 122.2   | 13      | 35,46   | 4/61    | 0       | 0       |
| Josh Hazlewood      | Australien | 3       | 125.2   | 12      | 29,33   | 5/68    | 1       | 0       |
| Ravichandran Ashwin | Indien     | 3       | 171.4   | 12      | 48,66   | 4/105   | 0       | 0       |

## Player of the Series
Als Player of the Series wurden die folgenden Spieler ausgezeichnet.
| Serie | Player of the Series |
| ----- | -------------------- |
| Test  | Steven Smith         |

### Player of the Match
Als Player of the Match wurden die folgenden Spieler ausgezeichnet.
| Spiel   | Player of the Match |
| ------- | ------------------- |
| 1. Test | Nathan Lyon         |
| 2. Test | Steven Smith        |
| 3. Test | Ryan Harris         |
| 4. Test | Steven Smith        |